# Crösten
Crösten ist eine Ortslage des Stadtteils Beulwitz der Stadt Saalfeld im Landkreis Saalfeld-Rudolstadt in Thüringen.
Wöhlsdorf ist der nördliche und Beulwitz der südliche Nachbarort. Diese Ortschaften liegen im ländlichen Umland der Stadt Saalfeld. Die Nähe zur Saale ist klimatisch zum Vorteil. Die Ortslagen sind mit einer Straße verbunden.

## Geschichte
Die erste urkundliche Erwähnung von Crösten war im Jahr 1350.
Zum Gedenken an das Ende des Siebenjährigen Krieges, von dessen Kampfhandlungen auch Crösten und die Umgebung von Saalfeld betroffen war, wurde 1763 eine Linde im Ort gepflanzt, die noch heute vorhandene Friedenslinde.